# Alija Nurmuhambetovna Moldagulova
Alija Nurmuhambetovna Moldagulova (oroszul: Алия́ Нурмухамбе́товна Молдагу́лова, kazakul: Әлия Нұрмұхамедқызы Молдағұлова; 1925. október 25. – 1944. január 14.) kazak nemzetiségű szovjet mesterlövész, posztumusz Szovjetunió Hőse kitüntetést kapott a második világháborúban tett szolgálatáért.

## Élete és katonai pályafutása
Bulak aulban született, Kazahsztánban. Szüleit korán elvesztette, édesanyját megölték az éhínség idején, apja külön élt tőlük, üldözték a származása miatt. Moldagulova a nagybátyjával Almatiban élt. 1935-ben Moszkvába, majd Leningrádba költözött, ahol a nagybátyja katonai logisztikai akadémiára járt. 1939 őszén, 14 évesen egy leningrádi gyermekotthonba küldték, ahonnan 1942-ben, a blokád alatt evakuálták. A középiskola elvégzése után ösztöndíjat kapott a Ribinszki Repüléstechnológiai Iskolába.
1942 szeptemberében jelentkezett a Vörös Hadseregbe, majd 1943-ban elvégezte a mesterlövésznők kiképzésére létrehozott iskolát. Visszaemlékezések szerint nagyon komolyan vette a kiképzést, mindenáron a fronton akart harcolni. 1943 júliusában az 54. lövészalakulathoz került, októberre már 32 német katonát lőtt le.
1944 januárjában, a leningrád–novgorodi offenzíva idején az 54. lövészalakulatot Novoszokolnyikihez (Pszkovi terület) vezényelték, ahol a Novoszokolnyiki–Dno-vasútvonalnál a szovjetek rátörtek a németekre, megpróbálva bevenni a közeli falut. Alija csapata háromszor verte vissza a német támadást. A január 14-i összecsapásban halálos sebet kapott, halála előtt még sikerült búcsúlevelet írnia testvérének. Bajtársaival együtt tömegsírban temették el Monakovo falu közelében.
Moldagulova 91 sikeres találatot vitt be mesterlövészként rövid katonai pályafutása alatt.

## Emlékezete
1995. május 9-én, a második világháború végének 50. évfordulójára Kazahsztán emlékbélyeget adott ki Alija Moldagulova arcképével. 1997-ben Almatiban az Asztana téren szobrot emeltek az ő és Mansuk Mametova tiszteletére. Nevét több településen is utca viseli, többek között Moszkvában, ahol szobra is áll, illetve Szentpétervárott, ahol 2019-ben állítottak neki szobrot. Ugyancsak szobra áll Novoszokolnyikiben, Almatiban, Nur-Szultanban, Aktöbében, Simkentben és Moldagulova szülőföldjén is. Aktöbében múzeumot is létesítettek. Életéről dokumentumfilmet és 1985-ben játékfilmet is forgattak.

Moldagulova szobra Moszkvában, a róla elnevezett utcában
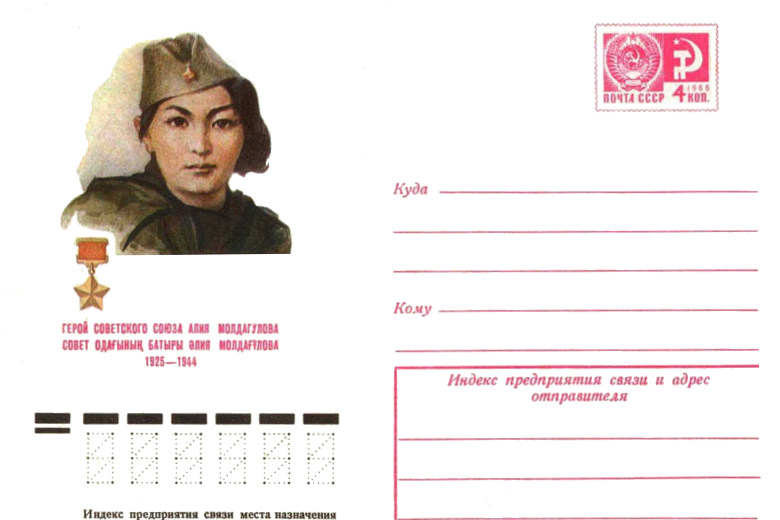
1975-ös szovjet boríték Moldagulova arcképével
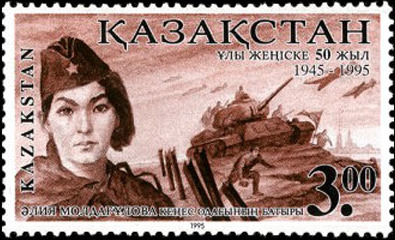
1995-ös kazahsztáni bélyeg
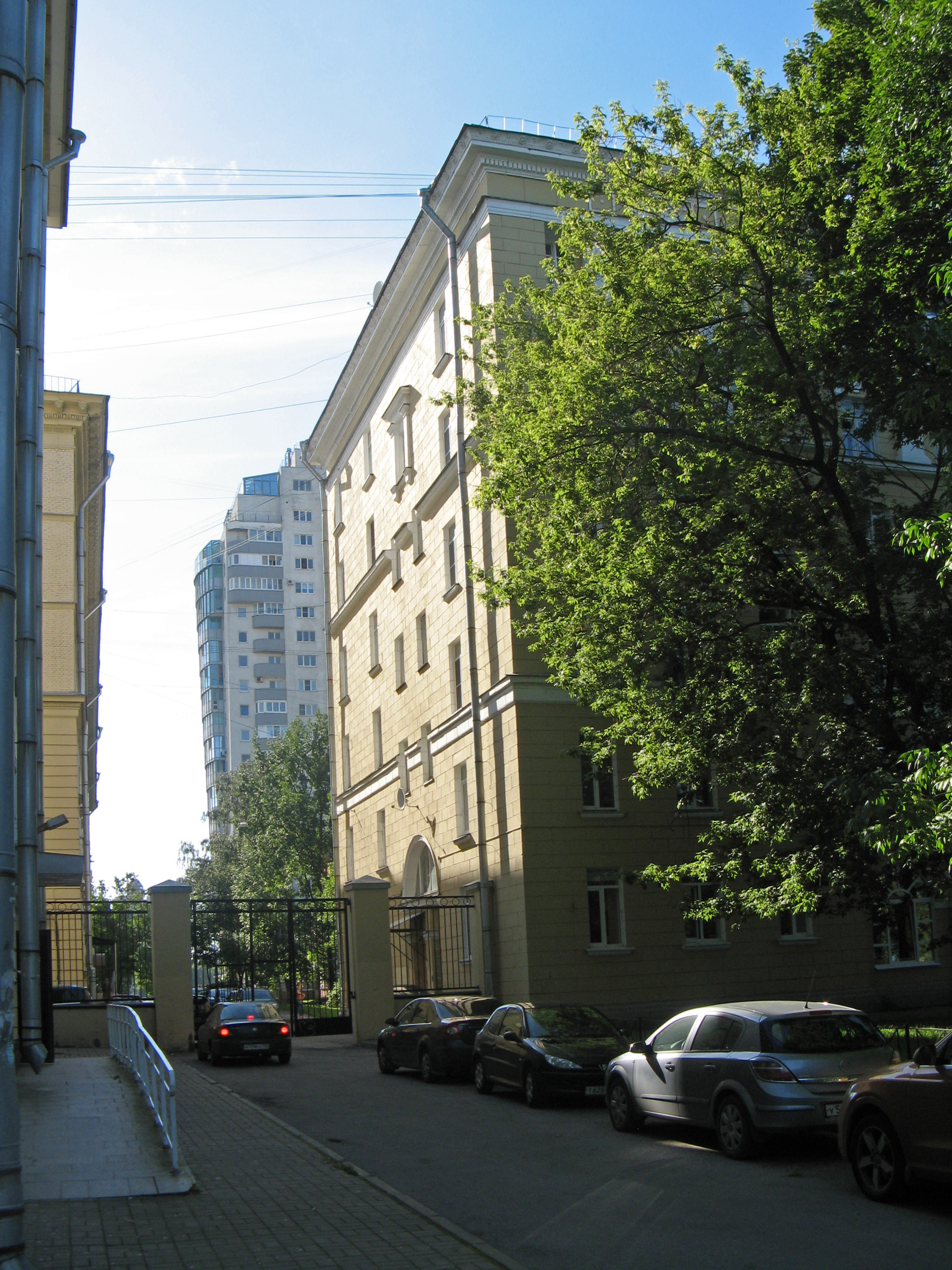
Moldagulováról elnevezett utca Szentpétervárott